# Лео Таксил
Лео̀ Таксѝл (на френски: Léo Taxil) е псевдоним на Мари Жозе Габриел Антоан Жоган-Пажес – френски писател и журналист, известен антиутопист и автор на многобройни антирелигиозни пародии.

## Биография
Роден в Марсилия в семейство на служещ, Лео Таксил придобива известност със своите антиклерикални съчинения в периода 1879 – 1884 г. в които осмива юдаизма и базираното на него християнство, ставайки и автор на „Забавна Библия“ (пародия на Стария завет), както и на „Забавно Евангелие или животът на Исус“, с което произведение взема на подбив Новия завет.
През 1885 г. се отрича от предходните си творби, встъпвайки в лоното на католицизма, след което насочва перото си срещу франкмасоните и скритите привърженици на сатанизма сред последователите на тамплиерите във Франция. Книгите му жънат успех сред читателите. През 1896 г. става един от организаторите на Антимасонски църковен конгрес в Тренто, но скоро след това (на 19 април 1897 г.) заявява пред Парижкото географско дружество, че е разигравал църквата със своята набожност заедно с двама свои приятели в продължение на 12 години (вижте Измама на Таксил).

### Антиклерикални творби
- À bas la calotte, Bibliothèque anti-cléricale, 1879.
- Les Soutanes grotesques (1879)
- La Chasse aux corbeaux (1879)
- Le Fils du jésuite (1879)
- Les Bêtises sacrées, revue critique de la superstition, Librairie anticléricale, (1880).
- Les Friponneries religieuses, avec Alfred Paulon, suivies de quelques variétés anti-cléricales, Librairie nationale, (1880).
- Plus de cafards !, Librairie anticléricale, (1880).
- Calotte et calotins (1880-1882). Histoire illustrée du clergé et des congrégations.
- Les Borgia (1881)
- Les Pornographes sacrés: la confession et les confesseurs (1882)
- La Bible amusante (1882)
- Un Pape femelle (1882)
- L'Empoisonneur Léon XIII et les cinq millions du chanoine (1883)
- La Prostitution contemporaine (1883)
- Pie IX devant l'Histoire (1883)
- Les Amours secrètes de Pie IX par un ancien camérier secret du pape, Librairie anticléricale, Librairie populaire, 2 vol., Paris, (1881)
- Les Maîtresses du Pape, roman historique anti-clérical, Librairie anti-cléricale, (1884)
- La Vie de Veuillot immaculé (1884)
- Bibliothèque anti-cléricale
- La Bible amusante, Édition complète de 1897-1898 donnant les citations textuelles de l'Écriture sainte et reproduisant toutes les réfutations opposées par Voltaire, Fréret, lord Bolingbroke, Toland et autres critiques], Librairie pour tous, (1897) Réédition de Varly 2019
- Les Livres secrets des confesseurs dévoilés aux pères de famille, P. Fort, (1901).

### Антимасонски творби
- Les Mystères de la franc-maçonnerie dévoilés, Letouzey et Ané, s. d. (1886), in-4°, iv + 804 p, illustrations. Réédition De Varly 2019
- Révélations complètes sur la franc-maçonnerie:
  - Les Frères trois points, Letouzey et Ané, (1886).
  - Les Sœurs maçonnes, Letouzey et Ané, (1886).
- Le Vatican et les francs-maçons (1886).
- La Franc-maçonnerie dévoilée et expliquée. Édition populaire résumant les plus complètes révélations, Letouzey et Ané, s. d. (1887). Réimpression en fac-similé réduit (2011).
- Confession d'un ex-libre penseur (1887).
- Histoire anecdotique de la Troisième République (1887).
- Les Assassinats maçonniques, avec Paul Verdun, Albert Savine, vers 1887; rééd. Letouzey et Ané (1890).
- La France maçonnique, liste alphabétique des francs-maçons, 16000 noms dévoilés (1888).
- Les Admirateurs de la lune à l'Or. de Marseille, avec Tony Gall, 1889.
- La Ménagerie républicaine (1889).
- La Corruption fin de siècle, G. Carré, (1894).
- Y a-t-il des femmes dans la franc-maçonnerie ?, avec Amand-Joseph Fava, H. Noirot, (1891).
- L'Existence des loges de femmes affirmée par Mgr Fava évêque de Grenoble et par Léo Taxil; recherches à ce sujet et réponse a M. Aug. Vacquerie, rédacteur du Rappel, par Adolphe Ricoux (Léo Taxil lui-même sous pseudonyme), Paris: Téqui, [1891].
- Le Diable au XIX siecle (1895), en collaboration avec le Dr Charles Hacks, médecin de Fécamp, ils écriront sous le pseudonyme collectif de Dr Bataille.

### Романи
- Les Trois cocus, P. Fort, (1900)
- La Vie de Jésus, P. Fort, (1900)
- Prosper Manin. Marchands de chair humaine. Dijon : E. Bernard, 1904. Petite collection E. Bernard ; n° 20. 128 p.: ll. ; in-16

### Есеистика
- Les Conversions célèbres, deuxième série, Tolra, (1891)
- M. Drumont, étude psychologique, Letouzey et Ané, (1890)
- L'Art de bien acheter, guide de la ménagère mise en garde contre les fraudes de l'alimentation, moyens pratiques de reconnaître toutes les tromperies, écrit sous le pseudonyme de Mme Jeanne Savarin, E. Petit, (1904).
- L'Enclave Monaco, L'auteur, (1905)

|  | Тази страница частично или изцяло представлява превод на страницата „Таксиль, Лео“ в Уикипедия на руски. Оригиналният текст, както и този превод, са защитени от Лиценза „Криейтив Комънс – Признание – Споделяне на споделеното“, а за съдържание, създадено преди юни 2009 година – от Лиценза за свободна документация на ГНУ. Прегледайте историята на редакциите на оригиналната страница, както и на преводната страница, за да видите списъка на съавторите. ВАЖНО: Този шаблон се отнася единствено до авторските права върху съдържанието на статията. Добавянето му не отменя изискването да се посочват конкретни източници на твърденията, които да бъдат благонадеждни. |